# Olaf Wipperfürth
 (juillet 2025).
Pour l’article homonyme, voir Wipperfürth.
Olaf Wipperfürth, né le 4 juin 1966 à Düsseldorf (Allemagne), est un photographe artiste allemand actif dans les domaines de la mode, du portrait et de l’art contemporain. 

## Biographie
Depuis les années 1990, il vit et travaille à Paris. En 1997, il commence à collaborer avec le créateur belge Dries Van Noten, et publie ses photographies dans des magazines internationaux comme Vogue, Numéro, Interview et Rolling Stone, ainsi que pour des marques telles que Dior, Louis Vuitton et Nike. Ses œuvres ont été exposées internationalement – notamment dans l’exposition individuelle Disko Bay au Museo Civico di Zoologia de Rome (2022), au Goethe-Institut KunstRaum (2022) dans le cadre de la Rome Art Week, ainsi que dans la série Interstate/s à la galerie Remèdes lors des PhotoDays à Paris (2024). Ses œuvres figurent dans les collections publiques du Centre national des arts plastiques (CNAP).

## Vie et œuvre
Wipperfürth étudie la philosophie et l’histoire de l’art à l’université de Duisbourg et à Düsseldorf, avec une spécialisation en esthétique contemporaine. En 1999, il obtient un doctorat avec une thèse intitulée La valeur résiduelle esthétique : remarques sur une esthétique de l’instant.
Il s’installe à Paris en 1994, où il travaille d’abord comme photographe de mode et de portrait. De 1997 à 1999, Il collabore avec le créateur de mode Dries Van Noten sur plusieurs publications, notamment dans The Fashion Book (Phaidon), Dries Van Noten – Inspirations (Les Arts Décoratifs)et Dries Van Noten – 100 collections.
De 1997 à 2020, ses travaux photographiques paraissent notamment dans Vogue,, Interview, GQ, Numéro et dans des campagnes pour Dior,, Balmain, Kenzo, Chaumet, Nike et d’autres. Pour le FAZ-Magazin, il réalise plusieurs reportages éditoriaux comme Fabrik der Moderne et Die Zehner Jahre. Wipperfürth a photographié de nombreuses personnalités, dont Jane Birkin, David Beckham, Jon Kortajarena, Lou Doillon, Devon Aoki, Stephen Dorff, Tony Ward, Katja Riemannet Gaël Monfils .
Ses premiers projets d'art incluent Glas – Quadratur (1996), un livre photo sur le quartier rouge d’Amsterdam, la série Windowblack et l’installation vidéo Aquarium (Paris, 2004).
Depuis 2020, son travail évolue vers le mixed media en combinant photographie, peinture, dessin et installation. Le projet Disko Bay (2019–2022), né lors d’une résidence artistique à Ilulissat (Groenland), aborde le changement climatique. Dans une interview accordée à Mia Le Journal (2025), il déclare photographier « la mémoire, le temps et l’absence » et brouiller la frontière entre documentaire et fiction.

## Expositions (sélection)

### Expositions individuelles
- **Aquarium** (vidéoprojection), NoGood Gallery, Paris (2004)
- **Windowblack**, NoGood Gallery, Paris (2004)[22]
- **Any Human Heart**, Pin Up Studios, Paris (2018)[23]
- **Disko Bay**, KunstRaum, Goethe‑Institut Rome, dans le cadre de Rome Art Week (2022)[24]
- **Disko Bay**, Museo Civico di Zoologia, Rome (12 juillet – 25 septembre 2022)[25],[26],[27]
- **Interstate/s**, Remèdes Galerie, Paris, PhotoDays (11 octobre – 19 décembre 2024)[28],[29]

### Expositions collectives
- **Beauty in the 21st Century: Traumfrauen**, Deichtorhallen, Hambourg (2008)[30]

## Distinctions
- 2017 – International Photographer of the Year, pour The Mud Cycle[31]
- 2018 – Monovisions Photography Awards, mention honorable pour The Mud Cycle[32]
- 2018 – PX3 (Prix de la Photographie, Paris),The Mud Cycle[33]
- 2018 – TIFA (Tokyo International Foto Awards), mention honorable pour Shift[34]
- 2020 – Finaliste, COCA20 – Center of Contemporary Artists[35]
- 2025 – ReFocus Awards Black & White, mention honorable pour Prelude[36]

## Publications
- L’Or blanc du Loch Ness. Texte de Hervé Jaouen. Gallimard,  (ISBN 2-07-050497-2)
- Beauty in the 21st Century. DuMont,  (ISBN 978-3-8321-9102-3)
- Dries Van Noten. Les Arts Décoratifs,  (ISBN 978-2-916914-48-0)
- The Fashion Book – Dries van Noten. Phaidon,  (ISBN 0-7148-3808-X)
- Dries van Noten – 100 Collections. Lannoo, 2017.  (ISBN 978-94-014-4612-9)
- Oceanic Art. Texte de A.J.P. Meyer. Könemann,  (ISBN 3-89508-080-2)
- L’intérieur – 24 Poses.  (ISBN 2-84779-005-5)
- Glas. In: Sinnlichkeit (= Quadratur 2,1. 2000).  (ISBN 3-9806677-2-3). (DNB)
- Disko Bay - Catalogue Exposition, Museo Civico di Zoologia, Rome, 12 juillet – 25 septembre 2022, édition limitée
- Interstate/s - Catalogue Exposition, Rémedes Gallerie, Paris, 11 octobre – 19 décembre 2024, édition limitée